# Orangebauch-Himalayahörnchen
Das Orangebauch-Himalayahörnchen (Dremomys lokriah) ist eine Hörnchenart aus der Gattung der Rotwangenhörnchen (Dremomys). Es kommt vom Nordosten Südasiens und dem Süden der Volksrepublik China bis in das nördliche und westliche Myanmar vor.

## Merkmale
Das Orangebauch-Himalayahörnchen erreicht eine Kopf-Rumpf-Länge von etwa 16,5 bis 20,5 Zentimetern bei einem Gewicht von etwa 120 bis 240 Gramm. Der Schwanz wird 13,5 bis 20,0 Zentimeter lang und ist damit etwas kürzer als bis ebenso lang wie der restliche Körper. Der Hinterfuß wird 38 bis 48 Millimeter lang, die Ohrlänge beträgt 15 bis 24 Millimeter. Die Tiere sind oberseits dunkel rotbraun bis agutifarben ohne rötliche Färbung der Wangen und Hüften, die Bauchseite ist orangefarben bis gelblich-braun. An der Rückseite der Ohren besitzen die Tiere weiße Flecken. Der Schwanz ist oberseits mit einzelnen weißen Haarspitzen durchsetzt, unterseits ist er schwarz mit einzelnen orangefarbenen Haaren, jedoch niemals rot.

## Verbreitung

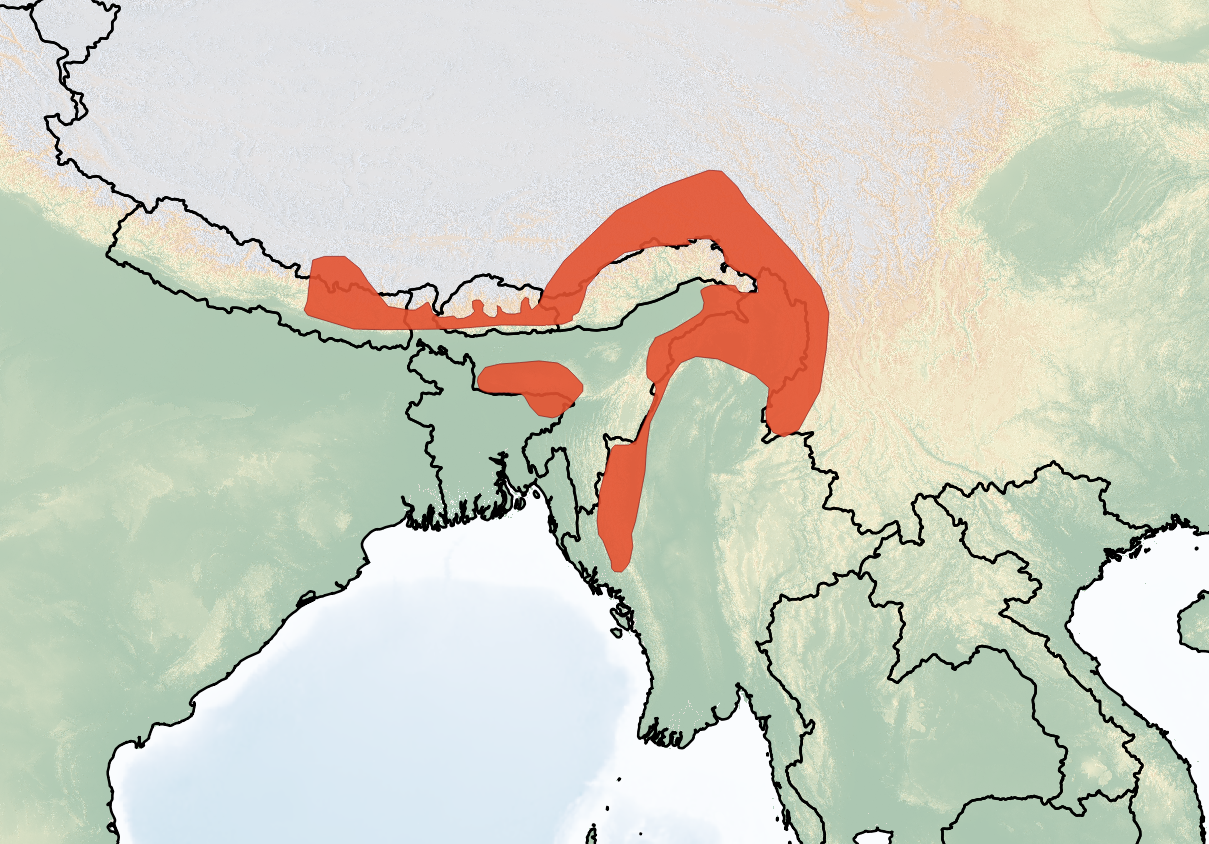
Das Verbreitungsgebiet des Orangebauch-Himalayahörnchens

Das Orangebauch-Himalayahörnchen ist vom Nordosten Südasiens und dem Süden der Volksrepublik China bis in das westliche Südostasien verbreitet. Dabei reicht das Verbreitungsgebiet vom Himalaya in Nepal und Bhutan über Teile Nordindiens bis in das westliche und nördliche Myanmar und den Norden von Bangladesch. In China lebt die Art im südlichen Xizang und östlichen Yunnan.
Die Höhenverbreitung reicht von etwa 900 bis 3000 Metern, nach anderen Angaben bis 3400 Metern.

## Lebensweise
Das Orangebauch-Himalayahörnchen lebt je nach Höhenlage in unterschiedlichen Waldlebensräumen: In den Tieflandbereichen besiedelt es Eichen-Rhododendron-Wälder und immergrüne subtropische Laubwälder, in höheren Lagen ist es in Nadelwäldern zu finden. Es ist strikt tagaktiv und haust in Nestern aus Farn, Laubblättern und Gras in Baumhöhlen nahe dem Boden oder in mittleren Höhen in dichten Eichen-, Tannen-, Bambus- und Kiefernbeständen. Es lebt vor allem in den Bäumen, zur Nahrungssuche kommt es jedoch häufig auf den Boden. Dort sucht es nach Früchten, Nüssen und anderen Pflanzenteilen, außerdem machen auch Insekten einen Teil der Nahrung aus. In Teilen seines Verbreitungsgebietes ist die Usnea longissima, eine baumbewohnende Flechtenart der Gattung Usnea, ein wesentlicher Nahrungsbestandteil und im östlichen Himalaya ernähren sich die Tiere teilweise von den Früchten des Schraubenbaums Pandanus fusinus.
Die Kommunikation der Hörnchen erfolgt über laute, schrille Töne, die häufig wiederholt werden. Die Jungtiere werden im Mai bis August geboren, dabei besteht ein Wurf aus zwei bis fünf Jungtieren. Milchgebende Weibchen wurden im Mai, Juni und August beobachtet.

## Systematik
Das Orangebauch-Himalayahörnchen wird als eigenständige Art innerhalb der Gattung der Rotwangenhörnchen (Dremomys) eingeordnet, die aus sechs Arten besteht. Die wissenschaftliche Erstbeschreibung stammt von Brian Houghton Hodgson aus dem Jahr 1836, der die Art anhand von Individuen aus dem zentralen und nördlichen Nepal beschrieb.
Innerhalb der Art werden einschließlich der Nominatform sechs Unterarten unterschieden:
- Dremomys lokriah lokriah in Nepal und Bhutan sowie im südlichen Tibet um den Mount Everest und im nördlichen Myanmar. Die Unterart ist oberseits dunkelbraun und besitzt einen hellen orangefarbenen Bauch und eine blasse Kehle, die Basis am unteren Schwanzansatz ist nicht orangefarben.
- Dremomys lokriah garonum in den Garo- und Khasi-Bergen im indischen Bundesstaat Assam sowie im äußersten Norden von Bangladesch. Die Unterart entspricht der Nominatform, die Bauchfärbung ist jedoch etwas blasser gelb oder ockerfarben bis gelbbraun.
- Dremomys lokriah macmillani in den Naga- und Chin-Bergen in Assam sowie am Westufer des Chindwin in Myanmar sowie im südöstlichen Tibet. Bei dieser Form ist die Rückenseite grob grau meliert und olivbraun. Im Nacken und auf dem Kopf ist die Farbe mehr sandfarben mit einer dünnen schwarzen Linie, die vom Nacken zum oberen Rücken läuft. Die Flecken hinter den Ohren sich ockerfarben und die Bauchseite ist hell gelbbraun mit einem rotbraunen Fleck in der Leistengegend und am Schwanzansatz.
- Dremomys lokriah motuoensis im Südosten Tibets. Im Vergleich zu den anderen Unterarten ist diese sowohl auf dem Rücken wie auch am Bauch deutlich dunkler gefärbt.
- Dremomys lokriah nielamouensis[2] in Tibet. Die Form ist kleiner als die anderen Unterarten, die Rückenseite ist blass olivgrau und die Bauchfärbung ist blassgelb bis -orange.
- Dremomys lokriah pagus in den Lushai-Bergen in Assam und den Chin-Bergen im Westen von Myanmar. Bei dieser Unterart ist die Bauchfärbung blassgelb mit gut sichtbaren grauen Haaransätzen. Der Schwanzansatz ist unterseits nicht rötlich.

Smith & Yan Xie 2009 grenzen zudem Dremomys lokriah subflaviventris im östlichen Yunnan als weitere Unterart ab.

## Status, Bedrohung und Schutz
Das Orangebauch-Himalayahörnchen wird von der International Union for Conservation of Nature and Natural Resources (IUCN) als nicht gefährdet (Least concern) eingeordnet. Begründet wird dies durch das vergleichsweise große Verbreitungsgebiet und das angenommene häufige Vorkommen der Art. Potenzielle Gefährdungsursachen für den Bestand dieser Art in Nepal und Bangladesch sind die fortschreitende Entwaldung und Fragmentierung der Habitate. Im Nordosten Indiens besteht die Hauptbedrohung in der Bejagung als Fleischquelle.

## Belege
1. 1 2 3 4 5 6 7  Robert S. Hoffmann, Andrew T. Smith: Orange-Bellied Himalayan Squirrel. In: Andrew T. Smith, Yan Xie: A Guide to the Mammals of China. Princeton University Press, Princeton NJ 2008, ISBN 978-0-691-09984-2, S. 186.
2. 1 2 3  Richard W. Thorington Jr., John L. Koprowski, Michael A. Steele: Squirrels of the World. Johns Hopkins University Press, Baltimore MD 2012; S. 154–155. ISBN 978-1-4214-0469-1
3. 1 2 3 4 5  Dremomys lokriah in der Roten Liste gefährdeter Arten der IUCN 2014.2. Eingestellt von: S. Molur, 2008. Abgerufen am 15. Dezember 2014.
4. 1 2 3  Dremomys lokriah In: Don E. Wilson, DeeAnn M. Reeder (Hrsg.): Mammal Species of the World. A taxonomic and geographic Reference. 2 Bände. 3. Auflage. Johns Hopkins University Press, Baltimore MD 2005, ISBN 0-8018-8221-4.